# Federação Djibutiana de Voleibol
A Federação Djibutiana de Voleibol  (em francêsːFédération djiboutienne de volley-ball, FDV) é  uma organização fundada em 1984 que governa a prática de voleibol no Djibouti, sendo membro da Federação Internacional de Voleibol e da Confederação Africana de Voleibol, a entidade é responsável por  organizar  os campeonatos nacionais de  voleibol masculino e feminino no país.